# Prelà
Prelà (en ligur Prelà) és un comune italià, situat a la regió de la Ligúria i a la província d'Imperia. El 2015 tenia 503 habitants.

## Geografia
Té una superfície de 14,8 km² i les frazioni de Casa Carli, Canneto, Costiolo, Molini (capital), Praelo, Tavole, Valloria i Villatalla. Limita amb Borgomaro, Carpasio, Dolcedo, Montalto Ligure i Vasia.

## Evolució demogràfica
| Gràfica d'evolució de Prelà entre 1861 i 2011 |
|                                               |
| Font: ISTAT                                   |